# چهارانگشتی
چهارانگشتی نام یک فیلم سینمایی محصول ۱۳۸۶ به نویسندگی و کارگردانی سعید سهیلی است.

## خلاصه داستان
روایتگر قصه جوانی شهرستانی به نام فؤاد است که برای کار به تهران می‌آید. او در ایستگاه راه آهن با دختری به نام الهام آشنا می‌شود و...

## جوایز
- بهترین کارگردانی از دومین جشنواره فیلم پلیس[۲].